# London Aquarium
Il Sea Life London Aquarium è un acquario situato al piano terra della County Hall di Londra, nella South Bank del Tamigi.

## Storia
Venne inaugurato nel marzo 1997 e conta all'incirca un milione di visitatori l'anno.

## Struttura
L'acquario comprende due aule a tema intorno alle campagne di conservazione che lo zoo sostiene, che ospitano fino a 40.000 bambini in età scolastica ogni anno e sono aperti al pubblico quando non sono utilizzati dal programma educativo. La struttura è coinvolta in diversi programmi di allevamento, tra cui il coccodrillo cubano, i cavallucci marini, le ameca e le meduse, e collabora con molte organizzazioni per la conservazione.